# Rigas passagerarterminal

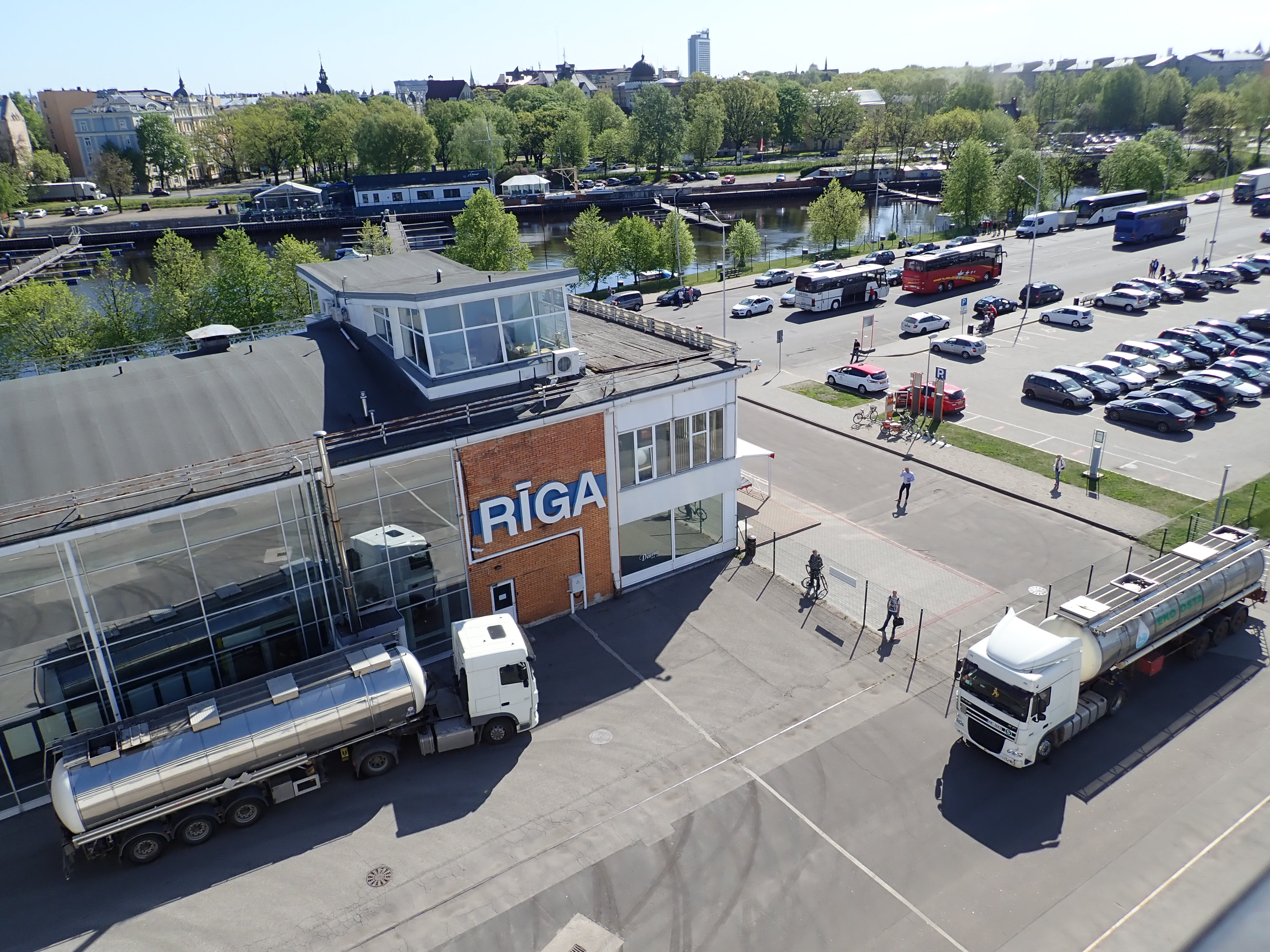
Rigas passagerarterminal sedd från Stockholmsfärjan M/S Romantika, med Andrejosta Marina i bakgrunden.

Rigas Passengerterminal (lettiska: Rīgas pasažieru termināls) är en passagerarterminal för fartygstrafik i Riga i Lettland.
Terminalen ligger centralt i Riga vid floden Daugava, nära Vanšubron och Rigas slott.
Från hamnen går Tallinks färjelinje till Stockholm.

## Byggnaden
Det var först 1965, som en särskild kaj och terminalbyggnad uppfördes för färjor och kryssningsfartyg. Byggnaden ritades av arkitekterna Modrs Ģelzis och V. Savisko, med Anda Briedis som konstruktör.

## Fotogalleri

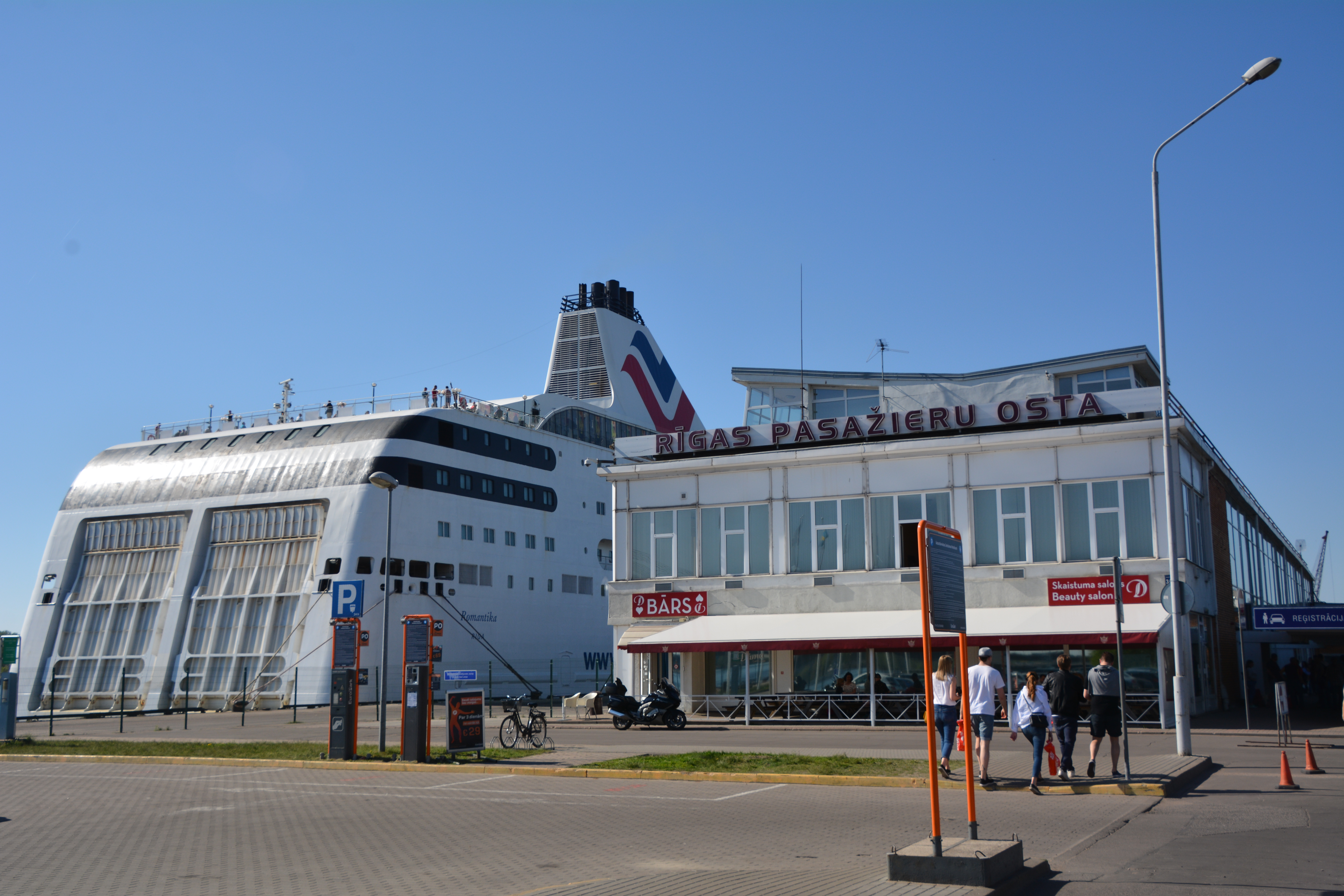
Passagerarterminalen med Stockholmsfärjan M/S Romantika
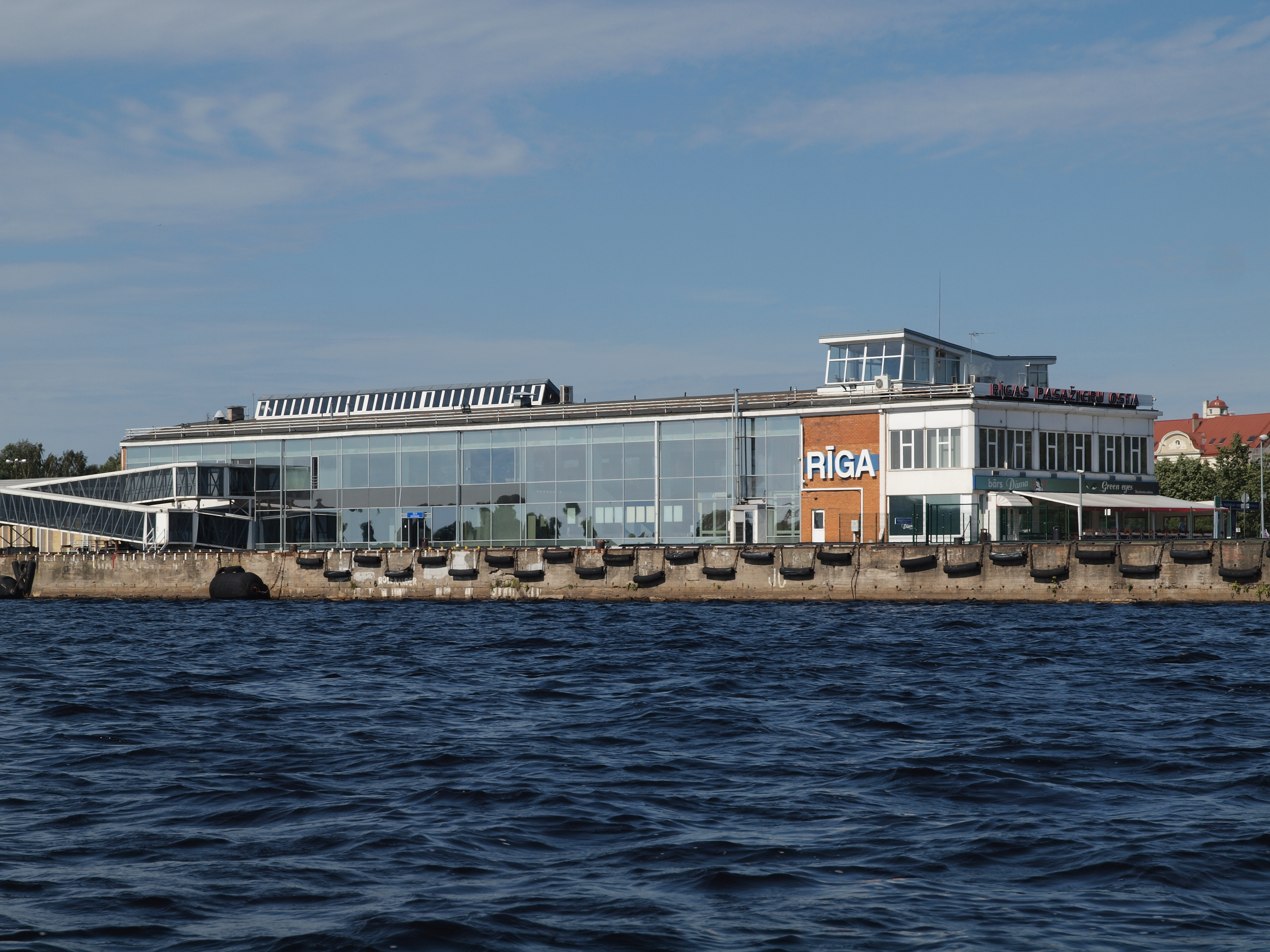
Passagerarterminalen från floden
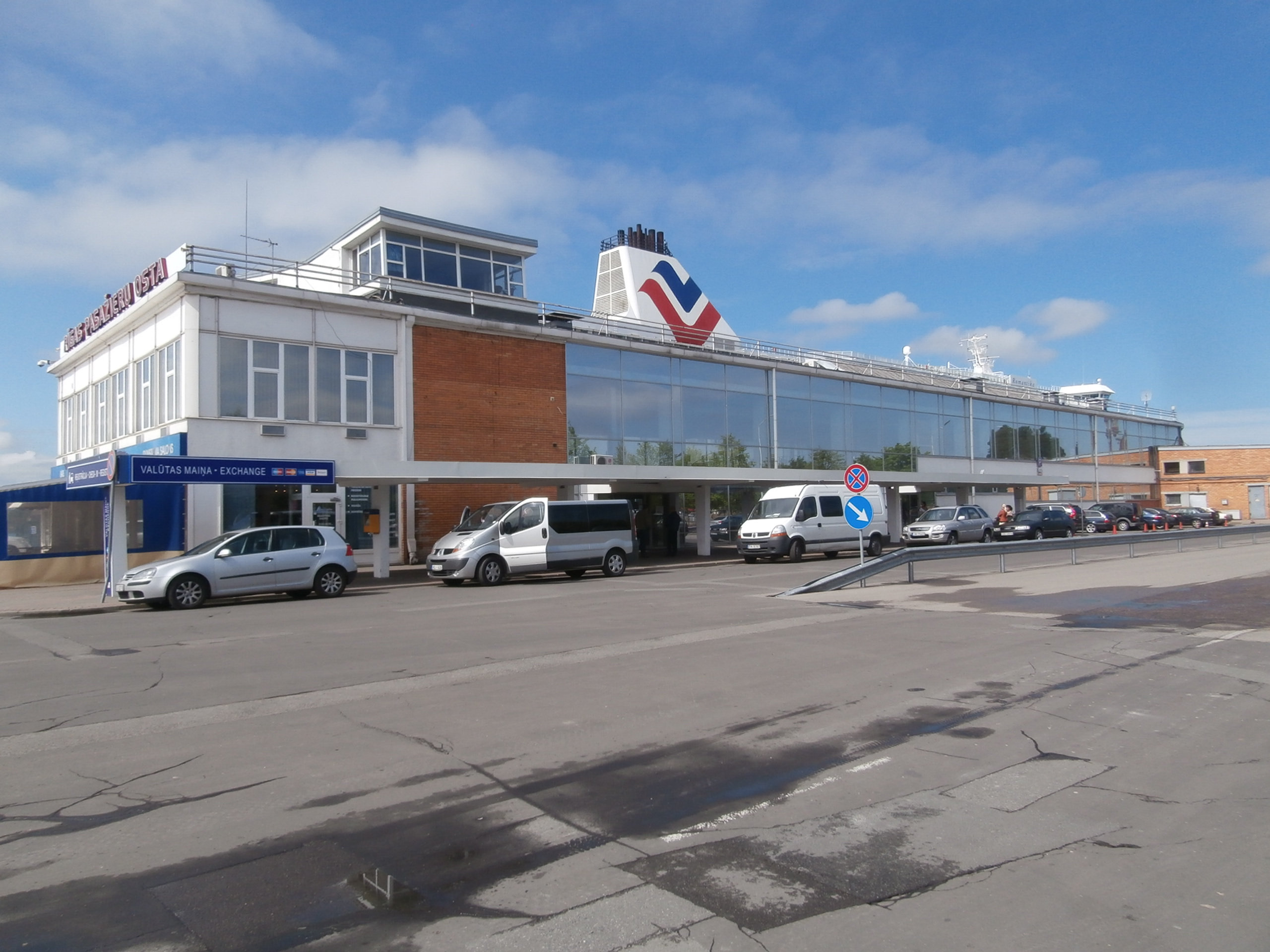
Passagerarterminalen från landsidan
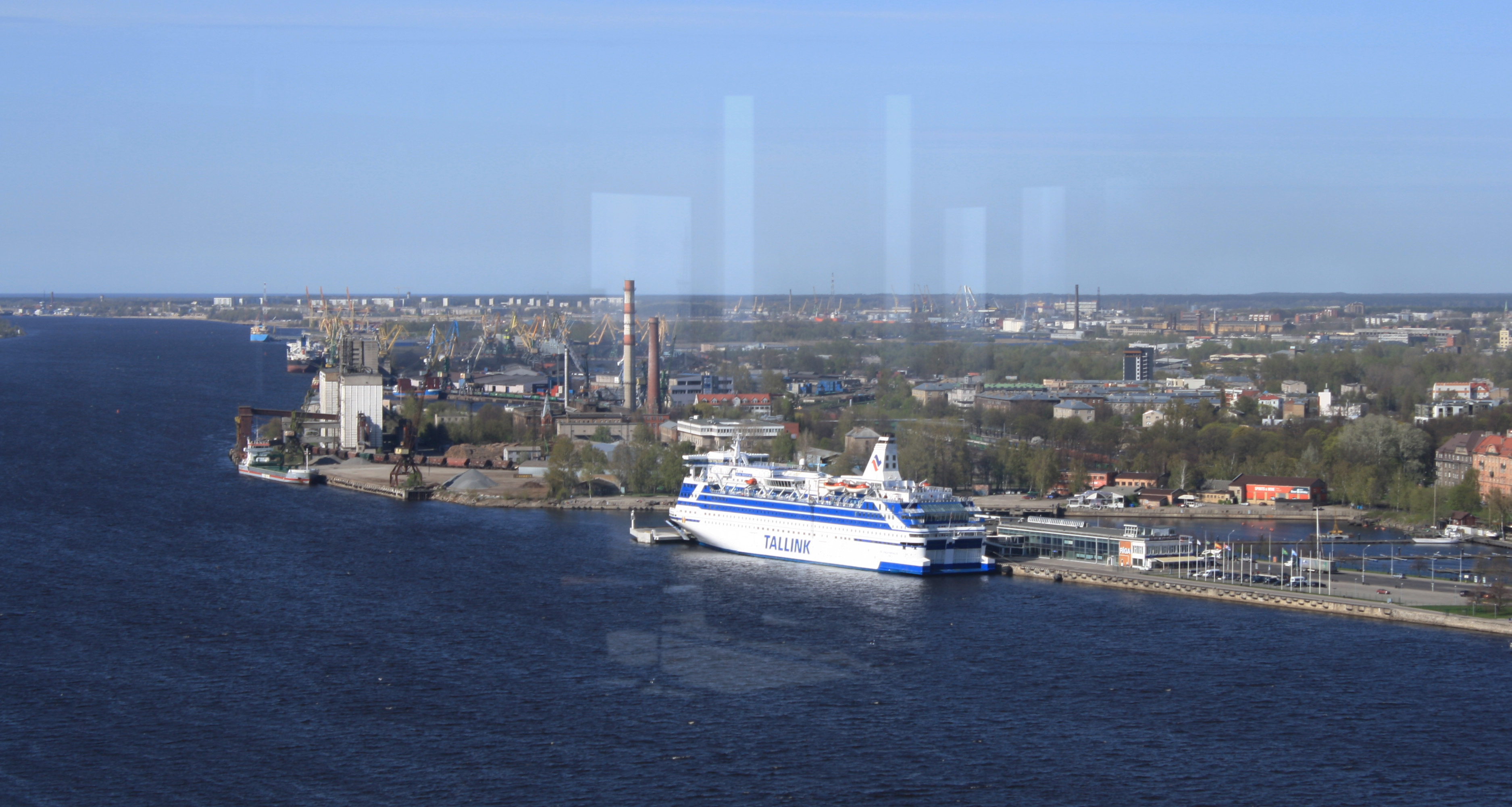
Stockholmsfärja vid passagerarterminalen
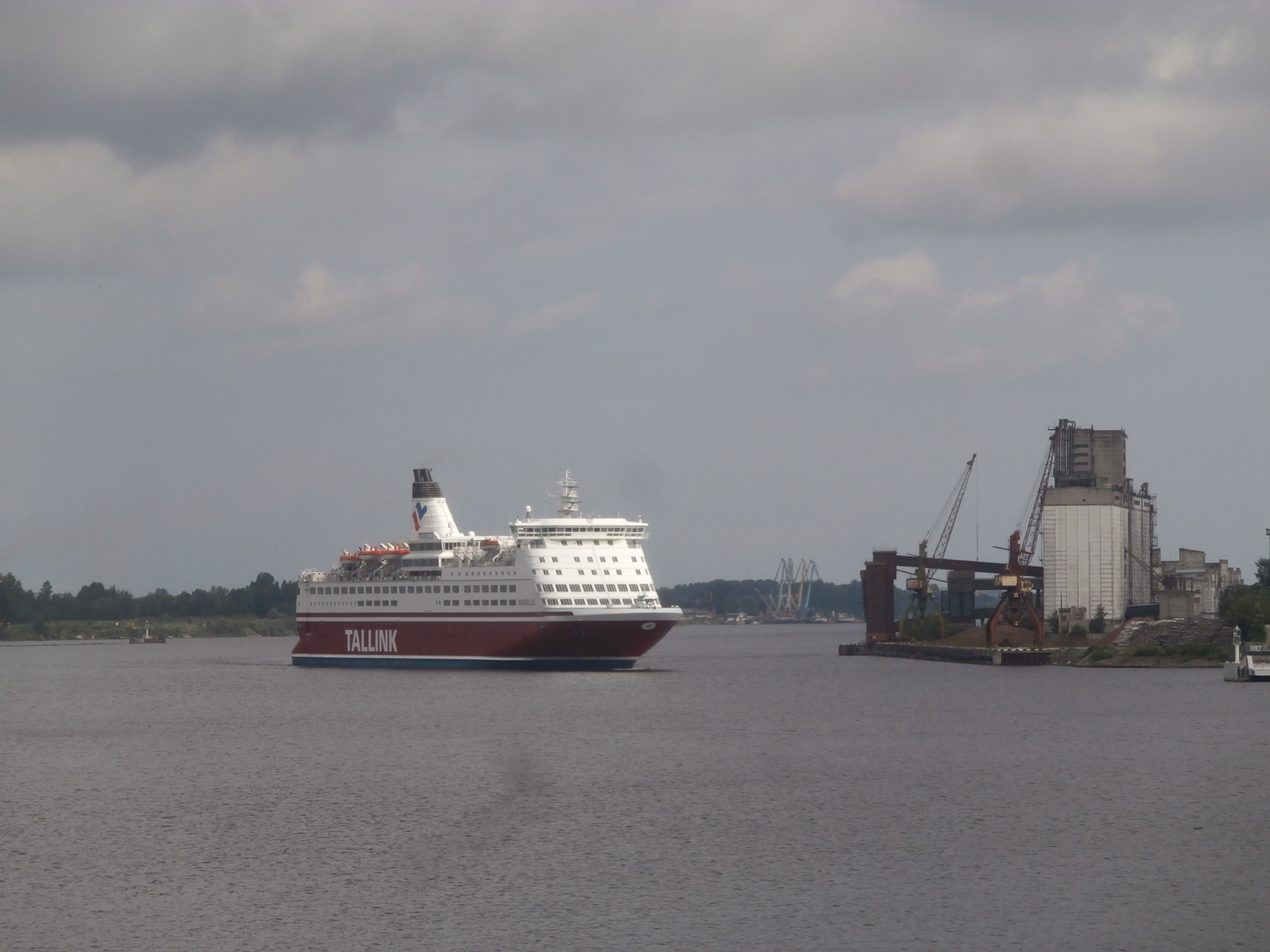
M/S Isabelle på väg mot Rigas passagerarterminal